# 베치 브랜트
베치 브랜트(영어: Betsy Brandt, 1973년 11월 14일 ~ )는 미국의 배우이다. 드라마 《브레이킹 배드》의 마리 역으로 유명하다.

## 참여 작품

### 영화
- 매직 마이크

### 텔레비전
- 저징 에이미
- JAG (드라마)
- ER (드라마)
- 위드아웃 어 트레이스
- 가디언 (드라마)
- NCIS (드라마)
- 더 프랙티스
- 메디컬 인베스티게이션
- CSI: 과학수사대
- 보스턴 리걸
- 브레이킹 배드
- 마이애미 메디컬
- 판타스틱 패밀리
- 프라이빗 프랙티스
- 페어런트 후드
- 페어리 리갈
- 바디 오브 프루프
- 마이클 J. 폭스 쇼
- 마스터스 오브 섹스
- 라이프 인 피시즈
- 아메리칸 대드!
- 어 밀리언 리틀 씽즈